# Raymond Meuwly
Pour les articles homonymes, voir Meuwly.
Raymond Meuwly est un artiste peintre suisse né le 23 mars 1920 à Lausanne et mort le 21 mai 1981 à Fribourg. Il a consacré sa vie à la peinture, ainsi qu'à la création de vitraux et de sculptures.

## Biographie
De parents singinois, Raymond Meuwly naît le 23 mars 1920. Entre 1921 et 1932, la famille s’installe en Singine, puis à Fribourg et enfin à Courtepin. Vu la situation modeste de la famille, Raymond Meuwly interrompt ses études et entreprend un apprentissage de peintre en bâtiment.
En 1941, il commence une formation de maître de dessin au Technicum de Fribourg. En 1943, il épouse Emma Salzmann avec laquelle il aura 4 enfants. Les Meuwly s’installent à Villars-les-Moines (1946) où l’artiste se lie d’amitié avec le peintre Fernand Giauque. En 1947, il fait un stage de trois mois à l’académie d'André Lhote à Paris. En 1949, il entre à la SPSAS, section Fribourg. Il obtient plusieurs bourses : « Fondation Kiefer-Hablitzel » (1954), bourses fédérales (1956, 1958, 1959). En 1957, les Meuwly acquièrent le manoir de Misery et le restaurent.
Il participe à plusieurs expositions collectives, dont les plus importantes sont : Sao Paolo au Brésil (1969), Trieste (1961), Lugano « Bianco e Nero » (1962), Biennale internationale d’art graphique à Tokyo (1962), « Art suisse » à Moscou (1963), « Tachismus in der Schweiz » au Kunsthaus de Zurich (1978). Expositions personnelles en Suisse : Thun, Locarno, Lausanne, Bern, Fribourg, Sierre et au château de Misery.
En 1968, la « Deutschfreiburgische Arbeitsgemeinschaft » lui décerne son prix culturel.
Pour des raisons de santé, il s’établit à Ascona (1971), puis à Brissago (1975). En 1978, il retourne définitivement à Misery-Courtion où il décède le 21 mai 1981.

## Expositions

### Expositions personnelles
- 1946 Villars-les Moines, atelier de l’artiste
- 1948 Villars-les Moines, atelier de l’artiste
- 1951 Fribourg, Musée d’art et d’histoire
- 1953 Payerne, Galerie Véandre
- 1958 Misery, Manoir de l’artiste
- 1959 Misery, Manoir de l’artiste
- 1961 Misery, Manoir de l’artiste
- 1962
  - Thun, Galerie Aarequai
  - Misery, Manoir de l’artiste
- 1963 Berne, Galerie Heinrich Bärtschiger
- 1965 Fribourg, Musée d’art et d’histoire
- 1967
  - Misery, Manoir de l’artiste
  - Fribourg, Galerie du Bourg
- 1968 Misery, Manoir de l’artiste
- 1969
  - Misery, Manoir de l’artiste
  - Murten, Galerie zur Ringmauer
- 1970
  - Lausanne, Galerie du Guet
  - Lausanne, Galerie Meyer
- 1971 Sierre, Château de Villa
- 1973 Locarno, Galerie Panelle 8
- 1975 Fribourg, Galerie RB
- 1978
  - Fribourg, Galerie RB
  - Misery, Manoir de l’artiste
- 1980 Lausanne, Musée des Beaux-Arts
- 1981 Fribourg, Galerie Jean-Jacques Hofstetter
- 1982 - 1983 Tafers, Senslermuseum
- 1984 Martigny, Manoir de la Ville (Rétrospective)
- 1991
  - Fribourg, Ancienne Douane
  - Murten, Galerie zur Ringmauer
- 1992 Fribourg, Bibliothèque cantonale et universitaire
- 1998 Fribourg, Galerie Jean-Jacques Hofstetter
- 2000 Murten, Galerie zur Ringmauer
- 2003 Fribourg, Musée d’art et d’histoire

### Expositions collectives
- 1943 Genève, Musée Rath, Jeunes peintres fribourgeois
- 1947 Fribourg, Musée d’art et d’histoire (Salon SPSAS)
- 1949
  - Fribourg, Musée d’art et d’histoire (Salon SPSAS)
  - Château, Estavayer-le-Lac
- 1950 Fribourg, Musée d’art et d’histoire (Salon SPSAS)
- 1956 Bâle, Schweizerische Nationale Kunstausstellung
- 1957 Fribourg, Musée d’art et d’histoire Muriel Blancpain - Raymond Meuwly
- 1959 Fribourg, Musée d’art et d’histoire (Salon SPSAS)
- 1960 Fribourg, Musée d’art et d’histoire (Salon SPSAS)
- 1961
  - Sao Paolo (Brésil) VIe Biennale
  - Trieste (I), Prima Mostra Internationale d’Arte Sacra
  - Fribourg, Musée d’art et d’histoire, Art et Liturgie
- 1962
  - Lugano, VIIe Exposition Internazionale Bianco e Nero
  - Tokyo (J), IIIe Biennale Internationale d’art graphique
- 1963
  - Moscou (Russie), 50 ans de peinture suisse
  - Neuchâtel, Musée d’art et d’histoire (Salon SPSAS)
- 1964 Fribourg, Musée d’art et d’histoire, Art fribourgeois contemporain
- 1965
  - Lausanne, EPUL, Noir et Blanc
  - Fribourg, Musée d’art et d’histoire (Salon SPSAS)
- 1966 Fribourg, Musée d’art et d’histoire (Salon SPSAS)
- 1967 Fribourg, Musée d’art et d’histoire (Salon SPSAS)
- 1968
  - Crotone (I), Primo Concorso Internazionale d’Arte Contemporanea
  - Aarau, Aargauer Kunsthaus
  - Pescia (I) Seconda Biennale Internazionale
  - Fribourg, Musée d’art et d’histoire (Salon SPSAS)
- 1969
  - Thun, Kunstsammlung der Stadt, 4 Freiburger Künstler: Émile Angéloz - Bruno Baeriswyl - Fernand Giauque - Raymond Meuwly
  - Fribourg, Musée d’art et d’histoire (Salon SPSAS)
- 1970
  - Fribourg, Galerie de la Cathédrale
  - Fribourg, Musée d’art et d’histoire (Salon SPSAS)
- 1971 Fribourg, Musée d’art et d’histoire (Salon SPSAS)
- 1972 Lausanne, Galerie Alice Pauli, Éditions Lafranca, Estampes originales
- 1978 Zürich, Kunsthaus, Beginn des Tachismus in der Schweiz
- 1980 Tafers, Sensler Heimatmuseum
- 1981
  - Olten, Stadthaus, 10 Freiburger Künstler
  - Fribourg, Galerie de la Cathédrale
  - Fribourg, Musée d’art et d’histoire (Salon SPSAS) Hommage à Raymond Meuwly
- 1982 Bâle, Kunst bei Sandoz
- 1983 Fribourg, Galerie de la Cathédrale
- 1985 Avenches, Galerie Au Paon
- 1988 Fribourg, Galerie de la Cathédrale
- 1990 Vevey, Musée Jenisch, Ateliers Lafranca : 25 ans d’éditions
- 1998 Avenches, Galerie Au Paon

## Œuvres d'art sacré et profanes

### Vitraux
- 1953 Guin, Chapelle de St-Loup
- 1954 Franex, Chapelle St-Nicolas de Myre
- 1954 - 1960 Courtepin, Notre-Dame, église paroissiale
- 1956 Chavannes-sous-Orsonnens, Chapelle St-Jean-Baptiste
- 1959 Fribourg, Chapelle des Missionnaires de Bethléem
- 1960 - 1961 La Tour-de-Trême, église St-Joseph
- 1962 Chevrilles, église St-Jean-Baptiste
- 1962 - 1963 Sâles (Gruyère), église St-Stéphane
- 1966 Bösingen, église St-Jacques
- 1967 Tavel, église St-Martin

### Peintures intégrées
- 1949 Fribourg, École de la Vignettaz, Arche de Noé (fresque)
- 1967 Montagny-les-Monts, Chemin de Croix
- 1971 Bösingen, église St-Jacques-le-Majeur, médaillons

### Sculptures
- 1955 Fribourg, cimetière St-Léonard, pierre tombale de Paul Blancpain
- 1956 Bière (VD), place d’armes, Monument aux soldats
- 1964 Lausanne, Exposition Nationale, Colonne évidée, bois
- 1964 Montagny-les Monts, église St-Vincent, tabernacle
- 1967 Siviriez, église paroissiale, tabernacle
- 1967 Matran, église St-Julien, pierre tombale de Bertrande Blancpain

## Sources
- Raymond Meuwly; La Liberté 3.8.1958
- Max von Mühlenen; VIe Biennale de Sao Paolo; catalogue 1961
- Künstler-Lexikon der Schweiz; 20. Jahrhundert 1961 p. 632
- Bianco e Nero; Lugano; Neue Zürcherzeitung; 18.4.1962
- Paul Castella; Raymond Meuwly; catalogue Galerie Heinrich Bärtschiger, Berne 1963
- Gonzague de Reynold, Paul Castella; Raymond Meuwly; catalogue Musée d'art et d'histoire Fribourg 1965
- Gonzague de Reynold, Paul Castella; Raymond Meuwly; catalogue Galerie du Bourg Fribourg 1967
- Freiburgerkünstler; Raymond Meuwly; Katalog Kunstsammlung der Stadt Thun 1969
- Gonzague de Reynold; Raymond Meuwly; Journal de Sierre 1971
- Raymond Meuwly in der Galerie RB; Freiburger Nachrichten 25.1.1975
- Ludmila Vachtova; Gegenstandslos nach 25 Jahren; Flash Art 1978
- Ludmila Vachtova; In memoriam Raymond Meuwly; Neue Zücherzeitung 1981
- Catalogue de l'exposition Raymond Meuwly au Musée d'art et d'histoire de Fribourg en 2003